# John Millson
John James Millson (Kingston, Ontário, 11 de março de 1946) é um matemático canadense, que trabalha com geometria e topologia.
Millson estudou matemática no Instituto de Tecnologia de Massachusetts (e em 1966/67 em Paris aluno de, dentre outros, Laurent Schwartz) com bacharelado em 1968 e doutorado em 1973 na Universidade da Califórnia em Berkeley, orientado por Shiing-Shen Chern e James Harris Simons, com a tese Chern-Simons Invariants of Constant Curvature Manifolds. No pós-doutorado esteve no Instituto de Estudos Avançados de Princeton. Em 1974 foi professor assistente da Universidade Yale. Em 1978 foi bolsista Sloan em Oxford. Em 1979 foi professor associado na Universidade de Toronto e a parir de 1980 na Universidade da Califórnia em Los Angeles. A partir de 1989 foi professor na Universidade de Maryland em College Park.
Foi palestrante convidado do Congresso Internacional de Matemáticos em Quioto (1990: Rational homotopy theory and deformation problems from algebraic geometry).
Com Ravi Vakil e dois outros colegas resolveu um problema da teoria dos invariantes clássica, que estava aberto desde 1894. Alfred Kempe especificou os geradores para o anel de invariantes projetivos de n pontos ordenados sobre a reta projetiva. Permaneceu em aberto o problema de fornecer as relações, o que foi resolvido por Millson e colegas em 2009.

## Publicações selecionadas
- Closed geodesics and the eta (η) invariant, Annals of Mathematics, 108, 1978, p. 1–39
- Deformation Spaces Associated to Compact Hyperbolic Manifolds, in: Roger Howe (Ed.), Papers in Honor of G. D. Mostow on His Sixtieth Birthday. Progress in Mathematics, 67, Birkhäuser Verlag 1986
- com Michael Kapovich, Bernhard Leeb:  The generalized triangle inequalities in symmetric spaces and buildings with applications to algebra, Memoirs, American Mathematical Society AMS, 2008
- com M. Kapovich: On the moduli spaces of polygons in the Euclidean plane, Journal of Diffential Geometry, Volume 42, 1995, p. 133–164
- com M. Kapovich: On the deformation theory of representations of fundamental groups of compact hyperbolic 3-manifolds, Topology, Volume 35, 1996
- com Ragnar-Olaf Buchweitz: CR-geometry and deformations of isolated singularities, Memoirs, American Mathematical Society, AMS, 1997
- com M. Kapovich:  Moduli spaces of linkages and arrangements, In: J.-L. Brylinski u.a. (Hrsg.), Advances in Geometry, Progress in Mathematics, 172, Birkhäuser Verlag, 1999, p. 237–270
- com Jens Funke: The Geometric Theta (ϑ) Correspondence for Hilbert-Modular Surfaces, Duke Mathematical Journal, 163, 2014, p. 65–116
- com Nicolas Bergeron, Colette Moeglin: The Hodge Conjecture and Arithmetic Quotients of Complex Balls, Acta Mathematica, 216, 2016, p. 1–125